# Clara Gaymard
Clara Gaymard (nata Clara Lejeune; Parigi, 27 gennaio 1960) è un'imprenditrice e funzionaria francese, saggista e cofondatrice di RAISE, un fondo di investimento e una fondazione che sostengono le imprese nella loro crescita. È stata presidente di General Electric France dal 2006 al 2016 e vicepresidente di GE International dal 2009 al 2016.

## Biografia
Nata a Parigi, è figlia del professor Jérôme Lejeune, medico, genetista, co-scopritore dell'origine cromosomica della sindrome di Down, e della moglie danese Birthe Bringsted. Si è laureata all'Istituto di Studi Politici di Parigi ed è stata studentessa della Scuola Nazionale di Amministrazione (ENA, classe 1986).

## Carriera
Funzionaria amministrativa del sindaco di Parigi dal 1982 al 1984 prima di entrare in ENA, dopo la laurea è diventata revisore dei conti presso la Corte dei Conti  e nominata consigliere referendario nel 1990. Successivamente è stata assistente del responsabile dei servizi di espansione economica al Cairo (1991-1993), diventando poi capo dell'ufficio dell'Unione europea (sottodirezione Nord-Sud Europa) presso la direzione delle relazioni economiche esterne (DREE) del Ministero dell'Economia e delle Finanze.
Nel giugno 1995 è stata chiamata da Colette Codaccioni, ministro per la coesione intergenerazionale, a dirigere il suo ufficio.  In seguito è entrata a far parte della sottodirezione dedicata al sostegno alle PMI e all'azione regionale presso la DREE (1996-1999), poi come capo delegato alle PMI (1999-2003). Nel 2002, il ministro dell'Economia e delle finanze, Francis Mer, ha rifiutato di nominarla alla guida del DREE, dicendo: "Clara, vous avez neuf enfants, un mari qui fait de la politique. Je suis contre". (Clara, hai nove figli, un marito in politica. Io sono contrario).
A febbraio ha lasciato il DREE per essere nominata ambasciatrice di buona volontà per gli investimenti internazionali e presidente dell'Agenzia francese per gli investimenti internazionali (AFII).

## Vita privata
Clara Gaymard ha sposato Hervé Gaymard, futuro ministro di Jacques Chirac, nel 1986 quando hanno lasciato l'ENA La coppia ha avuto nove figli: Philothée, Bérénice, Thaïs, Marie-Lou, Amédée, Eulalie, Faustine, Jérôme-Aristide, Angélico.
Ha manifestato pubblicamente le sue convinzioni religiose all'interno dell'associazione cattolica "Semeurs d'Espérance", in particolare attraverso conferenze presso la chiesa di Saint-Séverin e presso l'Istituto Cattolico di Parigi.
Sua sorella Karin ha sposato il magistrato Jean-Marie Le Méné, presidente della fondazione Jérôme-Lejeune dal 1996.